# Vulcanul Fuego
Vulcanul Fuego (în spaniolă Volcán de Fuego, „Vulcanul de Foc”) este un stratovulcan activ din Guatemala, situat la granița dintre departamentele Chimaltenango⁠(d), Escuintla⁠(d) și Sacatepéquez⁠(d). Se află la aproximativ 16 km distanță înspre vest de localitatea Antigua Guatemala, unul dintre orașele cele mai renumite din țară, care reprezintă totodată și o importantă destinație turistică. Vulcanul a erupt frecvent după cucerirea spaniolă.

## Galerie de imagini

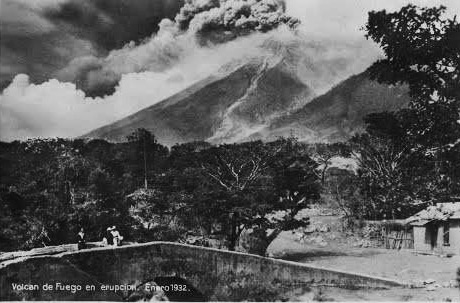
Erupția din 1932
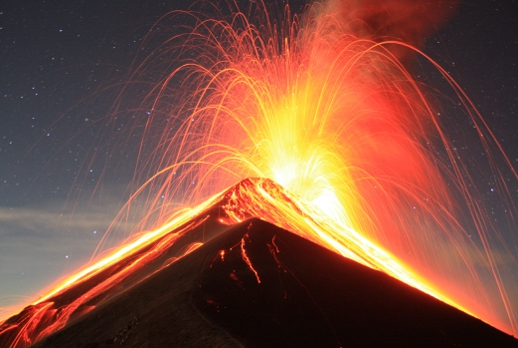
Erupția din 2013
Imagine 3D

## Vezi și
- Erupția vulcanului Fuego din 2018